# Healdianella
Healdianella is een geslacht van uitgestorven kreeftachtigen uit de klasse van de Ostracoda (mosselkreeftjes).

## Soorten
- Healdianella alba Lethiers, 1981 †
- Healdianella angustata Krandijevsky, 1963 †
- Healdianella aspera Buschmina, 1975 †
- Healdianella asymmetrica Zenkova, 1973 †
- Healdianella bassensis Rozhdestvenskaya, 1960 †
- Healdianella beichuanensis Xie, 1989 †
- Healdianella bispinosa Gruendel, 1961 †
- Healdianella bovina Lethiers, 1974 †
- Healdianella brassicalis (Becker, 1965) Zbikowska, 1983 †
- Healdianella brevis Buschmina, 1968 †
- Healdianella budensis Olempska, 1979 †
- Healdianella capacabanaensis Pribyl & Pek, 1987 †
- Healdianella clara Polenova, 1960 †
- Healdianella compressa Olempska, 1979 †
- Healdianella contorta Ljaschenko, 1960 †
- Healdianella costata Polenova, 1955 †
- Healdianella cucumeriformis Polenova, 1974 †
- Healdianella cuneata Rozhdestvenskaya, 1972 †
- Healdianella cytherellinoides (Kummerow, 1953) Jordan, 1959 †
- Healdianella darwinuloides Posner, 1951 †
- Healdianella decliva Pranskevichius, 1972 †
- Healdianella devonica Posner, 1979 †
- Healdianella diandongensis Jiang (Z. H.), 1983 †
- Healdianella dilatata Pranskevichius, 1971 †
- Healdianella distincta Polenova, 1952 †
- Healdianella doraschamensis Belousova, 1965 †
- Healdianella dubia Gramm, 1970 †
- Healdianella dushanensis (Shi, 1964) Jiang (Zhi-Wen) et al., 1983 †
- Healdianella eleganta Buschmina, 1968 †
- Healdianella elongata Schneider, 1966 †
- Healdianella elongovata Jiang (Z. H.), 1983 †
- Healdianella faba Neckaja, 1966 †
- Healdianella faseolina Rozhdestvenskaya, 1959 †
- Healdianella galinae Averjanov, 1968 †
- Healdianella grata Egorova, 1960 †
- Healdianella hilaris (Shi, 1964) Wang & Shi, 1982 †
- Healdianella holynensis (Pribyl & Snajdr, 1951) Jordan, 1959 †
- Healdianella huaningensis Jiang (Z. H.), 1983 †
- Healdianella ignota Jiang (Z. H.), 1983 †
- Healdianella incerta Li (Zu-Wang), 1987 †
- Healdianella inclinata Polenova, 1955 †
- Healdianella inconstans Polenova, 1974 †
- Healdianella insolita Schneider, 1966 †
- Healdianella kielcensis Olempska, 1979 †
- Healdianella krausei (Boucek, 1937) Pribyl, 1988 †
- Healdianella limata Martinova, 1960 †
- Healdianella linevensiformis Buschmina, 1968 †
- Healdianella linevensis Tschigova, 1958 †
- Healdianella longa Gusseva, 1986 †
- Healdianella longissima (Kummerow, 1953) Becker, 1965 †
- Healdianella lumbiformis Lethiers & Feist, 1991 †
- Healdianella marginata Pranskevichius, 1972 †
- Healdianella mashanensis Sun, 1978 †
- Healdianella miaohuangensis Wang (S.), 1983 †
- Healdianella microspinosa Neckaja, 1966 †
- Healdianella minuta Chen & Ye, 1987 †
- Healdianella modesta (Rozhdestvenskaya, 1959) Zbikowska, 1983 †
- Healdianella mojeroiensis Neckaja, 1966 †
- Healdianella munda (Shi, 1964) Jiang (Zhi-Wen) et al., 1983 †
- Healdianella mutica Abushik, 1968 †
- Healdianella obliqua (Kummerow, 1953) Zbikowska, 1983 †
- Healdianella oblonga Wei, 1983 †
- Healdianella ordinaria Polenova, 1974 †
- Healdianella orthovata Jiang(zh), 1983 †
- Healdianella ovata Jiang (Z. H.), 1983 †
- Healdianella panda Kotschetkova, 1972 †
- Healdianella parsonia (Wilson, 1935) Polenova, 1955 †
- Healdianella pavdensis Zenkova, 1977 †
- Healdianella perpasta Kotschetkova, 1972 †
- Healdianella piriformis Pranskevichius, 1972 †
- Healdianella posneri Zanina, 1971 †
- Healdianella prepera Polenova, 1968 †
- Healdianella procerula Pranskevichius, 1972 †
- Healdianella prodigialis Polenova, 1974 †
- Healdianella punctata Posner, 1979 †
- Healdianella pusilla Polenova, 1952 †
- Healdianella rara Schneider, 1966 †
- Healdianella renalata Li (Zu-Wang), 1987 †
- Healdianella reniformis Sun (Quan-Ying), 1984 †
- Healdianella resima (Rozhdestvenskaya, 1959) Zbikowska, 1983 †
- Healdianella rubescens (Oepik, 1935) Polenova, 1966 †
- Healdianella septuosa Egorova, 1966 †
- Healdianella simplex Buschmina, 1975 †
- Healdianella spinosa Gurevich & Ershova, 1969 †
- Healdianella splendida Belousova, 1965 †
- Healdianella strobilata Gusseva, 1972 †
- Healdianella subaequalis Posner, 1951 †
- Healdianella subbrevis Buschmina, 1981 †
- Healdianella subcuneiformis Liu, 1985 †
- Healdianella subcuneola Posner, 1951 †
- Healdianella subdistincta Wang (S.), 1983 †
- Healdianella subpusilla Polenova, 1968 †
- Healdianella substricta Neckaja, 1973 †
- Healdianella subtriangula Sun & Lin, 1988 †
- Healdianella svinordensis Glebovskaja & Zaspelova, 1959 †
- Healdianella taidonica Buschmina, 1968 †
- Healdianella tenuistriata Casier & Devleeschouwer, 1995 †
- Healdianella tuberculata Neckaja, 1973 †
- Healdianella uexheimensis (Kegel, 1932) Jordan, 1959 †
- Healdianella usualis Sun & Lin, 1988 †
- Healdianella virbalica Pranskevichius, 1972 †
- Healdianella vulgaris Kotschetkova, 1959 †
- Healdianella yongshengensis Jiang (Zh), 1983 †
- Healdianella ziqiuensis Sun (Quan-Ying), 1984 †
- Healdianella zolnensis Polenova, 1955 †